# Réaction endothermique
En thermodynamique, on désigne comme étant des réactions endothermiques des processus physiques ou chimiques consommant de la chaleur. La chaleur est une forme d'énergie désordonnée. Dans une réaction chimique endothermique, l'énergie dégagée par la formation des liaisons chimiques dans les produits de réaction est inférieure à l'énergie requise pour briser les liaisons dans les réactifs.

## Liste de phénomènes endothermiques
- Transitions de phases (état de la matière) (vapeur, solide, liquide) :
  - transitions de liquide à gazeux (vaporisation): par unité de masse, la totalité de la chaleur nécessaire au changement d'état à une pression donnée est dite chaleur latente massique de vaporisation ;
  - transitions de solide à liquide (fusion): par unité de masse, la totalité de la chaleur nécessaire au changement d'état à une pression donnée est dite chaleur latente massique de fusion ;
  - transitions de solide à gazeux (sublimation) ;
- détente des gaz ;
- certaines dissolutions d’un soluté dans un solvant ;
- désorption d’un gaz ;
- certaines réactions de décomposition chimique.

## Illustrations de phénomènes endothermiques listés ci-dessus
- Détente des gaz :
  - Gel des carburateurs des moteurs GPL, essence et kérosène sur les avions. Le phénomène est lié à une double endothermie localisée : celle de la vaporisation partielle du carburant et celle de la détente dans la tubulure d'admission de l'air comburant, lié à la perte de charge, principalement de la filtration (surtout lorsque le filtre est empoussiéré, aussi quand il fait froid, aussi en altitude par l'abaissement de la pression de vapeur saturante du carburant) (c'est moins courant avec un turbocompresseur) (les constructeurs installent souvent des préchauffeurs thermostatés des pieds de carburateur).
  - Gel des détendeurs : ceux des gaz de pétrole liquéfié (propane, butane, etc.), ceux de plongeur sous-marin en zone polaire, etc.
- Evaporation :
  - Paliers des diagrammes de phase, qui concernent tous les corps purs, les quasi-purs et aussi les alliages. L'exemple le plus commun de ces paliers est celui de 100 °C, l'isotherme d'ébullition de l'eau à la pression atmosphérique. En effet, malgré l'apport de chaleur continu, la température de l'eau chauffée reste alors stable. C'est à cause de l'endothermie de son évaporation progressive.
  - Ces paliers thermiques sont par exemple la base de la cuisson la plus simple, pratique et efficace, la cuisson aux bouillons. Cette praticité de l'isotherme 100 °C est la base primaire des cuissons rustiques en cuisine.
  - Autre exemple pour l'ébullition de l'eau, plus élaboré et entré dans les procédés, connu de la majorité vers 1960, les autocuiseurs pour leurs paliers très pratiques de 120 °C (moyenne de ces appareils) . Ce sont des appareils idéaux pour, par exemple : la stérilisation à la vapeur, la pasteurisation, la mise en bocaux des plats préparés, etc.
  - Cuissons d'aliments au four : elles provoquent beaucoup d'évaporation (donc des endothermies limitant à cœur la pénétration de chaleur de cuisson), c'est d'ailleurs de là que viennent les règles de quasi proportionnalité des temps de cuisson aux masses des aliments cuits (compensation des énergies perdues par évaporation).
  - Refroidissement éolien : une endothermie très amplifiée, accélérée par la vitesse du vent (cette vitesse et sa prédiction sont nécessaires, par exemple en météorologie, pour l'alpiniste). Le principe de cette endothermie est utilisé dans le fonctionnement du psychromètre, appareil mesurant l'humidité. La vitesse de zone humide dans l'air permet d'obtenir un écart de températures dont on déduit l'humidité dans cet air.
  - Refroidissement physiologique nécessaire pendant l'effort (éolien et massique) engendré naturellement et automatiquement par la sudation. Il y a une véritable régulation thermique du corps par évaporation : transpiration. Elle est très efficace quand la personne n'est pas couverte, sauf par temps lourd (très forte hygrométrie). Quand la personne est couverte, l'évaporation au contact direct du corps est nulle. Le rendement de sudation diminue, provoquant un dégoulinage de sueur sans grande efficacité thermique pour le corps.
  - Refroidissements très brutaux, utilisés en métallurgie pour les opérations de trempe avec de l'eau, de l'huile (l'air en jet est parfois utilisé).
  - Refroidissement des outils d'usinages (tour, fraiseuse, meuleuse, perceuse, pierres, etc) : en effet les "huiles-de-coupes" sont des émulsions aqueuses : eau/gras, un peu comme un savon liquide.
  - Refroidissement d'une bouteille d'eau tiède alors qu'elle est en plein soleil, si elle est recouverte d'un linge humide.
  - Un refroidissement connu, complexe, paraissant contradictoire, mais très sensible, observé quand on entre d'un extérieur très froid avec des chaussures humides ou des gants, et encore pire s'ils sont gelés. Plus sensible quand la pièce est bien chaude et sèche.
  - De même, et amplifié dans une voiture avec de l'air pulsé sur les chaussures, à cause de la vitesse de cet air, par effet de refroidissement aéraulique. L'enceinte thermique de ces chaussures (intérieur) est alors brutalement abaissée en température (et non-pas élevée, (avant bien plus tard de remonter)). En effet le double changement de phase dans l'épaisseur de la chaussure (fusion et évaporation) et dans la périphérie, provoque un refroidissement très brutal et douloureux à 0 °C. Température qui ne changera que très lentement. Il faut souvent envisager des solutions, tellement est douloureux ce phénomène : retirer ces chaussures anciennes, emballer les pieds dans une serviette sèche, changer de chaussettes et de chaussures, en montagne mettre son rechange dans un sac isotherme avec une chaufferette.
  - C'est un phénomène semblable pour les pots en terre cuite. On a tendance, naturellement, à les utiliser pour protéger, passagèrement, du gel un plant au jardin. L'idée est mauvaise, le plant meurt presque à tout coup. Le froid interne est très intense, et encore pire au début de l'arrivée du soleil. En effet l'évaporation de l'humidité, concentrée dans ce matériau poreux, provoque un effet thermique d'enceinte qui concentre les frigories.
  - Ré-enfiler un vêtement trempé après la pluie, en s'exposant au vent ou en sortant au soleil ; ou les deux en même temps.
  - Les maillots intégraux (qui étaient jusqu'au milieu du XXe siècle la norme) comme les burkini sont parfaits pour attraper froid. La solution pour ceux qui ne peuvent pas mettre autre chose qu'un "intégral (couvert)" pour se baigner, c'est la combinaison isotherme.
- Fusion : 
  - Paliers des diagrammes de phase : le plus commun est celui de l'eau à 0 °C, dont la moyenne de la masse d'eau reste proche de cet isotherme tant que la masse globale n'a pas atteint l'état solide (gelée en glace) ; température maintenue malgré le froid extérieur : exemple des lacs, de la mer −1,9 °C pour une salinité de 35 g/l. Exemple des voitures stationnées qui n'ont pas été déneigées, et restent donc à l'isotherme.
  - Fusion de la neige sur un pare-brise chaud (particulièrement pour les fortes chutes de neige-humide). Dans ces cas la surface de contact est très augmentée. Les flocons, qui réagissent alors par un "effet-éponge", gardent une phase liquide dans le flocon. A contrario, la surface en cristaux est beaucoup plus faible. Cela provoque un important flux refroidissant à travers le pare-brise, alimenté par l'endothermie de la fusion. Pour preuve dans ce cas précis, la buée à l'intérieur est très difficile à éliminer par la ventilation chaude. Les canadiens n'ont d'ailleurs pas le droit de rouler avec une couche de neige ancienne sur leur voiture. La réglementation leur impose le nettoyage préventif, avant leur démarrage, sous peine de contravention.
  - Fusion de la glace et de la neige sur les routes en hiver, surtout quand elle est provoquée par le salage. Le salage abaisse nettement la température de fusion de la glace (mélange eutectique), mais aussi l'augmentation des surfaces d'échanges. Pour cette raison, ces opérations de salage doivent être évitées en soirée, le refroidissement nocturne pourrait amplifier le regel. La route lessivée et son sel enlevé, pourrait alors regeler, par exemple en captant la vapeur d'eau, reformant de la glace (dite noire).
  - Le dégel des canalisations qui ont gelé est très problématique. Dans certains cas très courants, un vrai casse-tête, lorsque celles-ci sont constituées de matière plastique PVC, PE ou de PER, ou aussi lorsqu'elles sont enrobées d'un habillage ou encastrées. De même, quand il s'agit de vannes, de robinets, de clapets qui comportent des joints fragiles. En effet la propagation de la chaleur nécessaire au dégel peut-aussi être entravée par une conductibilité thermique très limitée. L'effet d'enceinte est aussi là pour s'opposer au dégel.
- Contre-exemple qui se produit à basse température, d'analyse peu aisée :
  - Protection printanière des arbres fruitiers par aspersion par les professionnels. En effet, le gel des fleurs éradique une récolte annuelle en quelques secondes. Les professionnels combattent attentivement et automatiquement ces risques par des arrosages en début de période de végétation et floraisons, lors des séquences de gel. Souvent, ces séquences de gel très courtes au lever du jour ont une consommation d'eau assez faible. La mise en purge des asperseurs automatiques limite les risques de casse du matériel avec le gel. Ces solidifications d'eau directe sur les branches provoquent des absorptions des frigories environnantes et gardent la température à l'isotherme de glaciation, 0 °C, au cœur de ces gangues de glace. La phase de mise en route ne peut être faite qu'avant le passage vers le bas à 0 °C, car la pulvérisation déclenche d'abord une chute de température, surtout par temps sec et venteux (évaporation initiale élevée pendant l'élévation de l'hygrométrie de la masse d'air). Cette technique nécessite de l'instrumentation répartie et très fiable, comme en nivologie artificielle, neige de culture.

## Réaction chimique endothermique
La chaleur mise en jeu lors d'une réaction chimique effectuée à température et pression constante (sans montage électrochimique de pile), correspond à la variation de la fonction d'état enthalpie : ΔH. Cette différence d’énergie, exprimée en kilojoules par mole, peut être :
- Positive (endothermique)[1] ;
- Négative (exothermique)[2] ;
- Nulle (athermique).

Une réaction endothermique peut s'écrire sous la forme suivante :
Réactifs + Énergie → Produits
Une réaction est endothermique lorsque les réactifs de départ possèdent des liaisons chimiques plus fortes que celles des produits formés : de l’énergie doit donc être absorbée depuis l’environnement pour créer les nouvelles liaisons.
Lors d'une réaction chimique endothermique, il faut constamment alimenter les réactifs en énergie pour que la réaction s'effectue. L’énergie calorifique mise en jeu lors d’une réaction endothermique est, par convention, considérée comme positive pour le système qui la reçoit.